# Arrondissement Nogent-sur-Marne
Das Arrondissement Nogent-sur-Marne ist eine Verwaltungseinheit des französischen Départements Val-de-Marne innerhalb der Region Île-de-France. Verwaltungssitz (Unterpräfektur) ist Nogent-sur-Marne.

## Kantone
Das Arrondissement untergliedert sich in 9 Kantone:
- Champigny-sur-Marne-1
- Champigny-sur-Marne-2 (1 von 2 Gemeinden)
- Charenton-le-Pont
- Fontenay-sous-Bois
- Maisons-Alfort
- Nogent-sur-Marne
- Saint-Maur-des-Fossés-2 (mit 1 von 4 Gemeinden)
- Villiers-sur-Marne (mit 2 von 3 Gemeinden)
- Vincennes

## Gemeinden
Die Gemeinden des Arrondissements Nogent-sur-Marne sind:
| 1. Bry-sur-Marne (94015)     | 2. Champigny-sur-Marne (94017)    | 3. Charenton-le-Pont (94018) | 4. Fontenay-sous-Bois (94033)   |
| 5. Joinville-le-Pont (94042) | 6. Maisons-Alfort (94046)         | 7. Nogent-sur-Marne (94052)  | 8. Le Perreux-sur-Marne (94058) |
| 9. Saint-Mandé (94067)       | 10. Saint-Maur-des-Fossés (94068) | 11. Saint-Maurice (94069)    | 12. Villiers-sur-Marne (94079)  |
| 13. Vincennes (94080)        |                                   |                              |                                 |

## Neuordnung der Arrondissements 2017

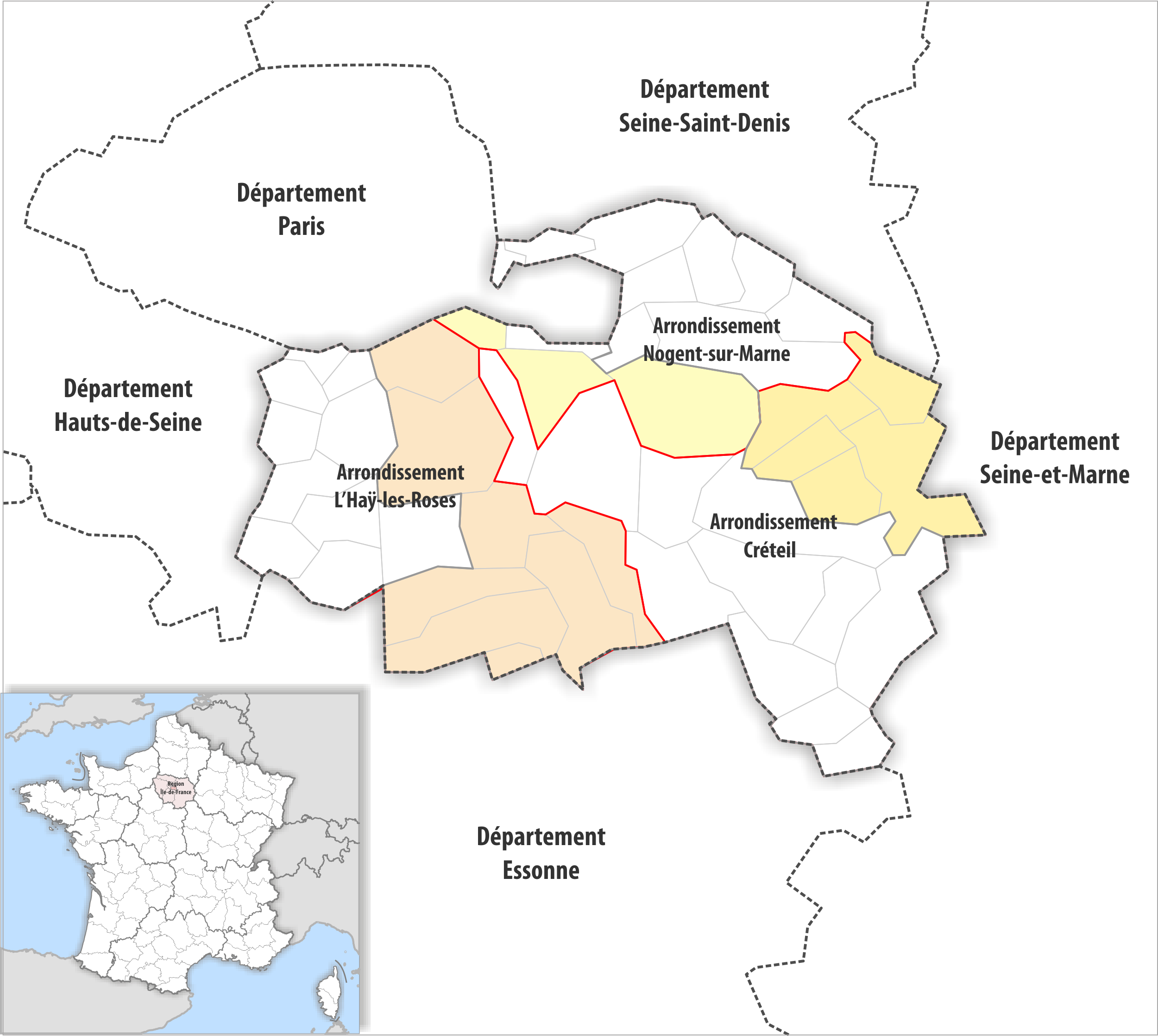
Arrondissementsanpassungen im Jahr 2017

Durch die Neuordnung der Arrondissements im Jahr 2017 wurde aus dem Arrondissement Créteil die Fläche der drei Gemeinden Charenton-le-Pont, Maisons-Alfort und Saint-Maur-des-Fossés dem Arrondissement Nogent-sur-Marne zugewiesen.
Dafür wechselten aus dem Arrondissement Nogent-sur-Marne die Fläche der fünf Gemeinden Chennevières-sur-Marne, Le Plessis-Trévise, La Queue-en-Brie, Noiseau und Ormesson-sur-Marne zum Arrondissement Créteil.